# مقصودآباد (چالدران)
مقصودآباد روستایی در دهستان آواجیق جنوبی بخش دشتک شهرستان چالدران استان آذربایجان غربی ایران است.

## جمعیت
بر پایه سرشماری عمومی نفوس و مسکن در سال ۱۳۹۵ جمعیت این مکان ۴۸ نفر (۱۳خانوار) بوده‌است.